# Горішня Хубавка
Горішня Хуба́вка (болг. Горна Хубавка) — село в Тирговиштській області Болгарії. Входить до складу общини Омуртаг.

## Населення
За даними перепису населення 2011 року у селі проживали 318 осіб.
Національний склад населення села:
| Національність   | Кількість осіб | Відсоток |
| ---------------- | -------------- | -------- |
| турки            | 303            | 96,2%    |
| болгари          | 12             | 3,8%     |
| цигани           | 0              | 0%       |
| інша             | 0              | 0%       |
| не визначились   | 0              | 0%       |
| Всього відповіли | 315            |          |

Розподіл населення за віком у 2011 році:
Динаміка населення: